# Aggregata
Aggregata – rodzaj apikompleksów z rodziny Aggregatidae.

## Tryb życia
Gatunki tego rodzaju są wewnątrzkomórkowymi pasożytami układu pokarmowego morskich organizmów zamieszkujących płytkie wody Oceanu Atlantyckiego i Morza Śródziemnego. Ich cykl życiowy wymaga dwóch żywicieli: pośredniego, którym zwykle jest skorupiak, oraz ostatecznego, którym zwykle jest głowonóg. Stadia bezpłciowe rozwijają się w żywicielu pośrednim, stadia płciowe – w ostatecznym.

## Gatunki
- Aggregata andresi Gestal, Nigmatullin, Hochberg, Guerra & Pascual, 2005
- Aggregata arcuata – synonim Aggregata eberthi
- Aggregata bathytherma Gestal, Pascual & Hochberg, 2010
- Aggregata caprellae – synonim Cephaloidophora caprellae
- Aggregata coelomica Léger, 1901; częściowo także jako synonim Cephaloidophora fossor
- Aggregata conformis – synonim Cephaloidophora conformis
- Aggregata dromiae – synonim Cephaloidophora dromiae
- Aggregata duboscqi – synonim Aggregata coelomica
- Aggregata eberthi (Labbé, 1895) Léger & Duboscq, 1906
- Aggregata frenzeli – synonim Aggregata eberthi
- Aggregata inachi Smith, 1905 emend. Léger & Duboscq, 1906
- Aggregata jacquementi (Moroff, 1906)
- Aggregata kudoi Narasimhamurti, 1979
- Aggregata labbei Moroff, 1908
- Aggregata leandri Goodrich, 1950
- Aggregata legeri Moroff, 1908
- Aggregata mamillana – synonim Aggregata eberthi
- Aggregata maxima Théoridès & Desportes, 1975
- Aggregata mingazzinii – synonim Aggregata eberthi
- Aggregata minima – synonim Aggregata eberthi
- Aggregata octopiana (Schneider, 1875) Frenzel, 1885
- Aggregata ovata Moroff, 1908
- Aggregata portunidarum Frenzel, 1885
- Aggregata reticulosa Moroff, 1908
- Aggregata schneideri Moroff, 1908
- Aggregata sepiae (Lankester, 1863)
- Aggregata siedleckii Moroff, 1908
- Aggregata spinosa Moroff, 1906
- Aggregata stellata Moroff, 1908
- Aggregata vagans Léger & Duboscq, 1903